# 金花猕猴桃
金花猕猴桃（学名：Actinidia chrysantha）是猕猴桃科猕猴桃属的植物，为中国的特有植物。分布在中国大陆的广西、广东、湖南等地，生长于海拔900米至1,300米的地区，常生于灌丛中、疏林中以及山林迹地上等阳光较多的环境，目前尚未由人工引种栽培。